# Gnathophis tritos
Gnathophis tritos és una espècie de peix pertanyent a la família dels còngrids.

## Descripció
- Nombre de vèrtebres: 136-138.
- Té la bufeta natatòria més curta en comparació amb les altres dues espècies del mateix gènere de l'Atlàntic occidental (Gnathophis bathytopos i Gnathophis bracheatopos).[4]

## Hàbitat
És un peix marí i batidemersal que viu entre 458 i 567 m de fondària.

## Distribució geogràfica
Es troba a l'Atlàntic occidental central: l'estret de Florida.

## Observacions
És inofensiu per als humans.